# Chiesa della Compagnia di Santa Croce
La chiesa della Compagnia di Santa Croce è un edificio sacro situato a Poggio Santa Cecilia, nel comune di Rapolano Terme.
La piccola e graziosa chiesa, oggi in cattivo stato e chiusa al culto, ha la facciata orientata in posizione opposta a quella della chiesa parrocchiale. È di probabili origini cinquecentesche, come conferma la tela della fine del XVI secolo, forse di Alessandro Casolani (1552-1607), sull'altare maggiore (Sant'Elena e il miracolo di San Macario).
L'interno fu comunque ampiamente restaurato nell'Ottocento (1833): vi fu dipinta sulla parete destra la Storia di Ester e Assuero, monocromo di Vincenzo Dei, fu costruita la cantoria, e fu dotato di nuovi arredi.